# Neckera nitidula
Neckera nitidula là một loài rêu trong họ Neckeraceae. Loài này được (Mitt.) Broth. mô tả khoa học đầu tiên năm 1899.